# Tuxentius calice
The White Pie (Tuxentius calice) là một loài bướm ngày thuộc họ Bướm xanh. Nó được tìm thấy ở Africa.
Sải cánh dài 21–24 mm đối với con đực và 21–25 mm đối với con cái. Con trưởng thành bay quanh năm, but are most common từ tháng 10 đến tháng 3.
Ấu trùng ăn Ziziphus mucronata và probably other Ziziphus species.

## Phụ loài
- Tuxentius calice calice (South Africa, Zimbabwe, Mozambique, Botswana, Zambia, nam Zaire (Shaba), Angola, Malawi, nam Tanzania)
- Tuxentius calice gregorii (Butler, 1894) (miền bắc Tanzania, Kenya)